# Фрож
Фрож (фр. Froges) — коммуна во Франции, находится в регионе Рона — Альпы. Департамент коммуны — Изер. Входит в состав кантона От-Грезиводан. Округ коммуны — Гренобль.
Код INSEE коммуны — 38175. Население коммуны на 2012 год составляло 3393 человека. Населённый пункт находится на высоте от 219 до 965 метров над уровнем моря. Муниципалитет расположен на расстоянии около 490 км юго-восточнее Парижа, 105 км юго-восточнее Лиона, 19 км северо-восточнее Гренобля. Мэр коммуны — Claude Malia, мандат действует на протяжении 2014—2020 гг.
В 1887 году в городе Полем Эру был открыт алюминиевый завод.
Динамика населения (INSEE):

## Города-побратимы
- Аккуавива, Сан-Марино (1984)